# Sander De Pestel
Sander De Pestel (* 11. Oktober 1998 in Sint-Niklaas) ist ein belgischer Radrennfahrer.

## Sportlicher Werdegang
Nach ersten Erfolgen bei den Junioren wurde De Pestel 2017 Mitglied im Nachwuchsteam von Lotto Soudal. Sein größter Erfolg in den drei Jahren im Team war der Gewinn der Gesamtwertung der Olympia’s Tour 2019. Zur Saison 2020 erhielt er einen Vertrag beim UCI ProTeam Sport Vlaanderen-Baloise, bei dem er vier Jahre blieb. Wertvollstes Ergebnis war der sechste Platz beim Eintagesrennen Antwerp Port Epic 2023.
Zur Saison 2024 wechselte De Pestel in die UCI WorldTour zum Decathlon AG2R La Mondiale Team.

## Erfolge
2015
- eine Etappe und Nachwuchswertung Sint-Martinusprijs Kontich

2016
- Belgischer Meister – Straßenrennen (Junioren)

2017
- Mannschaftszeitfahren Okolo Jižních Čech

2018
- Mannschaftszeitfahren Okolo Jižních Čech

2019
- Gesamtwertung Olympia’s Tour

## Grand-Tour-Platzierungen
| Grand Tour            | 2024 |
| --------------------- | ---- |
| Giro d’ItaliaGiro     | –    |
| Tour de FranceTour    | –    |
| Vuelta a EspañaVuelta | DNF  |